# هومبيرتو إلغويتا
هامبيرتو إيلغويتا (بالإسبانية: Humberto Elgueta)‏ لاعب كرة قدم تشيلي راحل كان يجيد اللعب في خط الوسط .
لعب طوال مسيرته الرياضية في أندية غولد كروس، سانتياغو واندررز، ونافال تالكاهوانو . شارك مع منتخب تشيلي في بطولة كأس أمريكا الجنوبية مرتين في 1920 و 1922 بينما شارك في بطولة كأس العالم 1930 في الأوروغواي .

## وصلات خارجية
- هومبيرتو إلغويتا على موقع الاتحاد الدولي (مؤرشف)  (الإنجليزية)
- هومبيرتو إلغويتا على موقع قاعدة بيانات كرة القدم.إي يو (الإنجليزية)
- هومبيرتو إلغويتا على موقع ناشيونال فوتبول تيمز (الإنجليزية)
- هومبيرتو إلغويتا على موقع Soccerway.com (الإنجليزية)
- هومبيرتو إلغويتا على موقع عالم كرة القدم.نت (الإنجليزية)

- هذا السيرة الذاتية